# Hemiceras chabila
Hemiceras chabila är en fjärilsart som beskrevs av William Schaus 1937. Hemiceras chabila ingår i släktet Hemiceras och familjen tandspinnare. Inga underarter finns listade i Catalogue of Life.